# Karangampel (Karangampel)
Karangampel is een bestuurslaag in het regentschap Indramayu van de provincie West-Java, Indonesië. Karangampel telt 5478 inwoners (volkstelling 2010).